# Jayson Nix

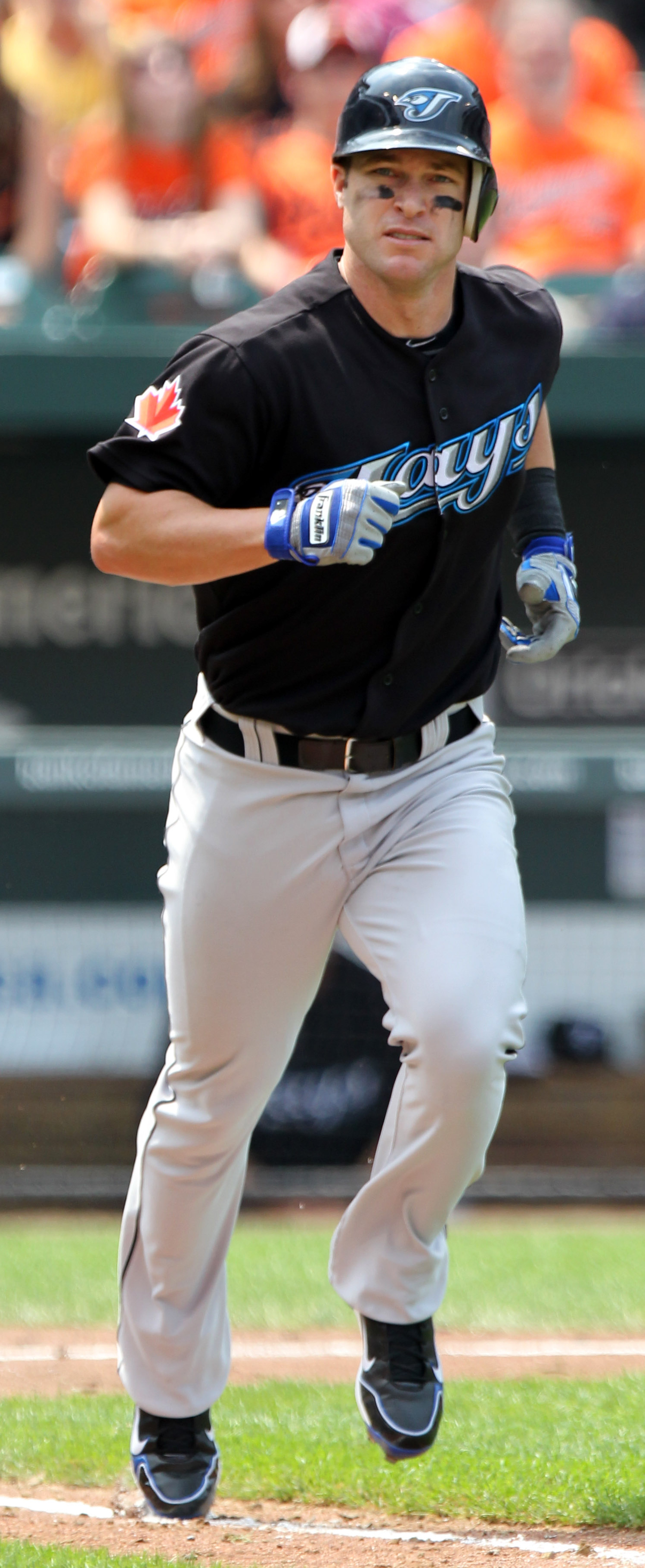
Nix i Toronto Blue Jays dräkt 2011.

Jayson Truitt Edward Nix, född den 26 augusti 1982 i Dallas i Texas, är en amerikansk före detta professionell basebollspelare som spelade sju säsonger i Major League Baseball (MLB) 2008–2014. Nix var infielder.
Nix tog brons för USA vid olympiska sommarspelen 2008 i Peking.
Nix är bror till Laynce Nix, som också spelade i MLB.

## Karriär

### Major League Baseball

#### Colorado Rockies
Nix draftades av Colorado Rockies 2001 som 44:e spelare totalt och redan samma år gjorde han proffsdebut i Rockies farmarklubbssystem. Där blev han kvar i hela sju år innan han debuterade i MLB den 1 april 2008. Den säsongen åkte han fram och tillbaka mellan Rockies och klubbens högsta farmarklubb och spelade bara 22 matcher för Rockies med ett slaggenomsnitt på mycket låga 0,125 samt inga homeruns och två RBI:s (inslagna poäng). Efter säsongen blev han free agent.

#### Chicago White Sox
I oktober 2008 skrev Nix på för Chicago White Sox, där han 2009 fick mer speltid (94 matcher) och hade ett slaggenomsnitt på 0,224, tolv homeruns och 32 RBI:s. Han fortsatte i klubben 2010, men hans slaggenomsnitt var åter riktigt dåligt, 0,163, och han hade bara en homerun och fem RBI:s på 24 matcher.

#### Cleveland Indians
I slutet av juni 2010 plockades Nix upp av Cleveland Indians där han tillbringade resten av säsongen. På 78 matcher var hans slaggenomsnitt 0,234 och han hade 13 homeruns och 29 RBI:s.

#### Toronto Blue Jays
I slutet av mars 2011, just innan säsongen skulle börja, köptes Nix kontrakt av Toronto Blue Jays. Den säsongen spelade han drygt 40 matcher för Blue Jays och lika många i farmarligorna. För Blue Jays hade han ett slaggenomsnitt på låga 0,169 med fyra homeruns och 16 RBI:s. Efter säsongen blev han free agent.

#### New York Yankees
I november 2011 skrev Nix på för New York Yankees. Han gjorde 74 matcher för klubben 2012 med ett slaggenomsnitt på 0,243 (personligt rekord), fyra homeruns och 18 RBI:s.
2013 fick Nix ganska mycket speltid på grund av skador på Yankees stjärnor Derek Jeter och Alex Rodriguez. Den 21 augusti träffades han dock på vänsterhanden av ett kast, en så kallad hit by pitch. Han drabbades av ett brutet ben i handen och riskerade att missa resten av säsongen. Fram till dess hade han spelat 87 matcher med ett slaggenomsnitt på 0,236, tre homeruns och 24 RBI:s. Han återkom inte i spel den säsongen och efter säsongen fick han inget erbjudande om nytt kontrakt av Yankees, vilket innebar att han blev free agent.

#### Tampa Bay Rays
I januari 2014 skrev Nix på ett minor league-kontrakt med Tampa Bay Rays, men byttes i slutet av försäsongen bort till Philadelphia Phillies i utbyte mot kontanter.

#### Philadelphia Phillies
Nix tog en plats i Phillies spelartrupp när 2014 års säsong inleddes, men kunde inte prestera; på 18 matcher var hans slaggenomsnitt bara 0,154 samtidigt som han slog en homerun och hade två RBI:s. I det läget, i mitten av maj, skickades han ned till Phillies högsta farmarklubb Lehigh Valley IronPigs. Han hade dock rätt att säga nej till petningen, vilket han gjorde. Han blev därmed free agent.

#### Tampa Bay Rays igen
Nix skrev omgående på för Tampa Bay Rays, men fick bara spela för klubbens högsta farmarklubb Durham Bulls. På 55 matcher där var hans slaggenomsnitt 0,272 och han slog tre homeruns och hade 16 RBI:s. Därefter, i början av augusti 2014, utnyttjade han sin rätt att säga upp kontraktet.

#### Pittsburgh Pirates
Dagen efter att Nix avslutade kontraktet med Rays skrev han på för Pittsburgh Pirates. Efter bara 16 matcher, med ett slaggenomsnitt på låga 0,111, petades han ur Pirates spelartrupp.

#### Kansas City Royals
Efter bara några dagar blev Nix klar för sin tredje klubb under 2014, när Kansas City Royals plockade upp honom från Pirates. Under resten av grundserien spelade han sju matcher för Royals där han hade noll hits på åtta at bats. Royals gick till slutspel för första gången sedan 1985 och Nix fick spela i Wild Card Game, som Royals vann. När det sedan blev dags för Division Series petades han dock ur spelartruppen, men till World Series fick han tillbaka platsen. Royals förlorade dock World Series mot San Francisco Giants med 3–4 i matcher. Efter säsongen valde han att bli free agent hellre än att placeras i Royals högsta farmarklubb.

#### Baltimore Orioles
I februari 2015 skrev Nix på ett minor league-kontrakt med Baltimore Orioles och bjöds in till klubbens försäsongsträning. Han fick dock bara spela för Orioles högsta farmarklubb Norfolk Tides.

#### Philadelphia Phillies igen
I mitten av maj köptes Nix av hans gamla klubb Philadelphia Phillies och skickades till deras högsta farmarklubb Lehigh Valley IronPigs. Även här fick han bara spela för den högsta farmarklubben innan Phillies släppte honom i slutet av juni. Han spelade aldrig någon mer match som proffs.

### Internationellt
Under 2008 års säsong, när Nix spelade för en farmarklubb till Colorado Rockies, blev han uttagen till USA:s landslag till olympiska sommarspelen i Peking, där han var med och tog brons. Han deltog i tre matcher och hade ett slaggenomsnitt på 0,214, en homerun och en RBI.